# Милан Васиљевић
Милан Васиљевић (Педаљ, Двор на Уни, 10. април 1939) је привредник и друштвени радник.
Пети је председник Српског привредног друштва Привредник из Загреба. Изабран је за председника на двогодишњи мандат крајем 1999. године. Дуго година је члан Управног одбора Привредника.
Дипломирао је економију. Био је директор Стројомеркура из Самобора од 1996. до 2002. године.
Члан је Социјалистичке радничке партије. Био је на страначкој листи за Хрватски сабор на изборима 2007. и изборима 2011. године.
Отац је двоје деце.